# Jessica Naz
Jessica Naz, född den 24 september 2000 i London, är en engelsk fotbollsspelare.

## Karriär
Jessica Naz inledde sin seniorkarriär i Arsenal år 2017. 2018 kontrakterades hon av Tottenham Hotspur. Hon har även representerat den engelska damlandslaget där hon debuterade år 2024.